# Daniel Kałaj
Daniel Kałaj (zm. 25 czerwca 1691 w Kiejdanach) – polski duchowny kalwiński, teolog, polemista, działacz oświatowy, konsenior krakowski Jednoty reformowanej, pastor w Gdańsku.

## Życiorys
Jego rodzina wywodziła się z Węgier, osiadła w Krakowie. Była zasłużona dla ruchu reformacyjnego w Polsce. Syn Katarzyny i Michała, złotnika i dzierżawcy wsi Chorowice. Miał braci: Andrzeja, Michała i Rafała.
W 1643 rozpoczął służbę kościelną. Praktykował u Dawida Lewińskiego w Kozach, gdzie nauczył się języka niemieckiego. Zbór krakowski wysłał go w czerwcu 1645 wraz ze Stanisławem Hermanem na studia do Bremy. Jesienią 1646 przebywał już na Uniwersytecie we Franeker, gdzie został uczniem niderlandzkiego teologa kalwińskiego Johannesa Cocceiusa, pod którego kierunkiem odbył w 1648 siedem antysocyniańskich publicznych dysput. Na ich podstawie w tym samym roku ukazała się we Franeker książka jego autorstwa pt. Antologia pro divinitate Salvatoris nostri contra antiquos et modernos phariseos. Opublikował także dzieło z zakresu prawa kościelnego pt. Disputatio historico-theologica de episcoporum et presbiterum discrimen (Franeker 1648).
Do kraju powrócił wiosną 1648 i w tym samym roku został diakonem zboru reformowanego w Wielkiejnocy koło Krakowa. W 1653 został przeniesiony przez synod w Górach do Szczepanowic. Tam zastał go potop szwedzki. W 1659 został konseniorem krakowskim (urzędował w Szczepanowicach). Na skutek posądzenia o inspirowanie planów wychowania w kalwinizmie katolickiego dziecka z rodziny Chrząstowskich w lipcu 1669 sąd kapturowy w Sandomierzu skazał go na karę śmierci i przepadku mienia (pierwszy w Rzeczypospolitej wyrok śmierci na ministra), aczkolwiek wyrok został skasowany rok później. Posądzono go również o kryptoarianizm, za co Trybunał Lubelski skazał go w sierpniu 1670 na ścięcie, konfiskatę majątku, zaś jego dzieła na spalenie. W związku z tym wyrokiem zbiegł jesienią 1670 na Litwę. Tam też w 1671 wydał Rozmowę przyjacielską ministra ewangelickiego z księdzem katolickim, w której dowodził swojej prawowierności oraz nawoływał do zgody między katolikami, reformowanymi i luteranami, ze względu na wspólne podstawowe dogmaty i zasady moralności.
W 1672 wyjechał do Prus, gdzie otrzymał opiekę elektora. Następnie przeniósł się do Gdańska i objął tam urząd polskiego kaznodziei przy kościele Św. Piotra i Pawła. W okresie tym wydał szereg tekstów, m.in. sławiącym króla Polski Jana III Sobieskiego.
W 1676 synod prowincjonalny w Wilnie powierzył mu funkcję konseniora żmudzkiego, kaznodziei i moderatora gimnazjum w Kiejdanach. W 1679 został superintendentem zborów reformowanych na Żmudzi i funkcję tę pełnił do śmierci. Zmarł w Kiejdanach.
Ze względu na ciążący na nim od 1670 wyrok śmierci występował pod nazwiskiem Daniela z Kałowy Mikołajewskiego.
Był żonaty, miał dwie córki i syna Daniela Erazma, pastora na Litwie.